# Santa Luce
Santa Luce je italská obec v provincii Pisa v Toskánsku, která se nachází asi 70 kilometrů jihozápadně od Florencie a asi 30 kilometrů jihovýchodně od Pisy. Rozloha obce je 66,6 km². V roce 2004 žilo v obci 1 465 obyvatel.  
Mezi sousední obce Santa Luce náleží: Casciana Terme Lari, Castellina Marittima, Chianni, Crespina Lorenzana, Orciano Pisano a Rosignano Marittimo.